# Morigny-Champigny
Morigny-Champigny és un municipi francès, situat al departament de l'Essonne i a la regió de Illa de França. L'any 2007 tenia 4.246 habitants.
Forma part del cantó d'Étampes, del districte d'Étampes i de la Comunitat d'aglomeració de l'Étampois Sud-Essonne.

## Demografia

### Població
El 2007 la població de fet de Morigny-Champigny era de 4.246 persones. Hi havia 1.557 famílies, de les quals 279 eren unipersonals (129 homes vivint sols i 150 dones vivint soles), 515 parelles sense fills, 664 parelles amb fills i 99 famílies monoparentals amb fills.
La població ha evolucionat segons el següent gràfic:
Habitants censats

### Habitatges
El 2007 hi havia 1.695 habitatges, 1.583 eren l'habitatge principal de la família, 29 eren segones residències i 83 estaven desocupats. 1.450 eren cases i 231 eren apartaments. Dels 1.583 habitatges principals, 1.408 estaven ocupats pels seus propietaris, 151 estaven llogats i ocupats pels llogaters i 24 estaven cedits a títol gratuït; 23 tenien una cambra, 66 en tenien dues, 187 en tenien tres, 389 en tenien quatre i 919 en tenien cinc o més. 1.290 habitatges disposaven pel capbaix d'una plaça de pàrquing. A 629 habitatges hi havia un automòbil i a 873 n'hi havia dos o més.

### Piràmide de població
La piràmide de població per edats i sexe el 2009 era:
| Homes | Edats   | Dones |
| ----- | ------- | ----- |
| 0     | 95 o +  | 12    |
| 4     | 90 a 94 | 32    |
| 8     | 85 a 89 | 32    |
| 24    | 80 a 84 | 40    |
| 40    | 75 a 79 | 36    |
| 68    | 70 a 74 | 64    |
| 48    | 65 a 69 | 52    |
| 128   | 60 a 64 | 92    |
| 148   | 55 a 59 | 124   |
| 192   | 50 a 54 | 208   |
| 168   | 45 a 49 | 196   |
| 104   | 40 a 44 | 176   |
| 116   | 35 a 39 | 96    |
| 156   | 30 a 34 | 144   |
| 76    | 25 a 29 | 108   |
| 120   | 20 a 24 | 124   |
| 152   | 15 a 19 | 172   |
| 108   | 10 a 14 | 108   |
| 116   | 5 a 9   | 128   |
| 88    | 0 a 4   | 80    |

## Economia
El 2007 la població en edat de treballar era de 2.851 persones, 2.039 eren actives i 812 eren inactives. De les 2.039 persones actives 1.946 estaven ocupades (1.000 homes i 946 dones) i 93 estaven aturades (48 homes i 45 dones). De les 812 persones inactives 361 estaven jubilades, 297 estaven estudiant i 154 estaven classificades com a «altres inactius».

### Ingressos
El 2009 a Morigny-Champigny hi havia 1.599 unitats fiscals que integraven 4.290,5 persones, la mediana anual d'ingressos fiscals per persona era de 25.018 €.

### Activitats econòmiques
Dels 179 establiments que hi havia el 2007, 2 eren d'empreses extractives, 1 d'una empresa alimentària, 3 d'empreses de fabricació de material elèctric, 10 d'empreses de fabricació d'altres productes industrials, 21 d'empreses de construcció, 63 d'empreses de comerç i reparació d'automòbils, 7 d'empreses de transport, 13 d'empreses d'hostatgeria i restauració, 5 d'empreses d'informació i comunicació, 4 d'empreses financeres, 6 d'empreses immobiliàries, 22 d'empreses de serveis, 12 d'entitats de l'administració pública i 10 d'empreses classificades com a «altres activitats de serveis».
Dels 42 establiments de servei als particulars que hi havia el 2009, 1 era una oficina bancària, 7 tallers de reparació d'automòbils i de material agrícola, 1 taller d'inspecció tècnica de vehicles, 2 paletes, 4 guixaires pintors, 2 fusteries, 9 lampisteries, 1 electricista, 2 empreses de construcció, 3 perruqueries, 7 restaurants, 2 agències immobiliàries i 1 saló de bellesa.
Dels 15 establiments comercials que hi havia el 2009, 2 eren supermercats, 1 un supermercat, 1 una botiga de menys de 120 m², 1 una fleca, 1 una peixateria, 1 una llibreria, 3 sabateries, 3 botigues de mobles, 1 una botiga de material de revestiment de parets i terra i 1 una joieria.
L'any 2000 a Morigny-Champigny hi havia 28 explotacions agrícoles que ocupaven un total de 2.541 hectàrees.

## Equipaments sanitaris i escolars
L'únic equipament sanitari que hi havia el 2009 era una farmàcia.
El 2009 hi havia 2 escoles maternals i 2 escoles elementals.

## Poblacions més properes
El següent diagrama mostra les poblacions més properes.